# سینما فرهنگ (شیراز)
سینما فرهنگ یک سینما در شهر شیراز، ایران است.
این سینما که در سال ۱۳۹۴ تأسیس شده هم‌اکنون متعلق به سازمان اسناد و کتابخانه ملی فارس می‌باشد و دارای ۲۲۴ نفر ظرفیت می‌باشد.